# Franz Matzke
Franz Matzke (* 25. März 1881 in Lugendorf, Niederösterreich; † 13. August 1957 in Gutenbrunn, Niederösterreich) war ein österreichischer Politiker (SPÖ).

## Leben
Franz Matzke wuchs in Lugendorf, einem Ortsteil von Sallingberg heran, wo er auch eine einklassige Volksschule besuchte. Danach absolvierte er das Landeslehrerseminar in St. Pölten. Als Lehrer war Matzke zunächst in Schönbach und Gföhl tätig. Später fand er an Schulen in Martinsberg, Bärnkopf und zuletzt Gutenbrunn Verwendung. Als Oberlehrer ging er im Jahr 1934 in Pension.
Matzkes politische Karriere begann 1927, als er zum Bürgermeister von Gutenbrunn gewählt wurde. Er war es zunächst bis 1934. 1945 übernahm er nur für wenige Monate erneut die Agenden des Ortsvorstehers, da er im Dezember 1945 als sozialdemokratisches Mitglied des Bundesrats in Wien vereidigt wurde. Nach seinem Ausscheiden aus dem Bundesrat, im November 1949, wurde Matzke zum dritten Mal Bürgermeister von Gutenbrunn. Seine dritte Amtsperiode dauerte bis 1954.